# Leipzig-Plagwitz järnvägsstation

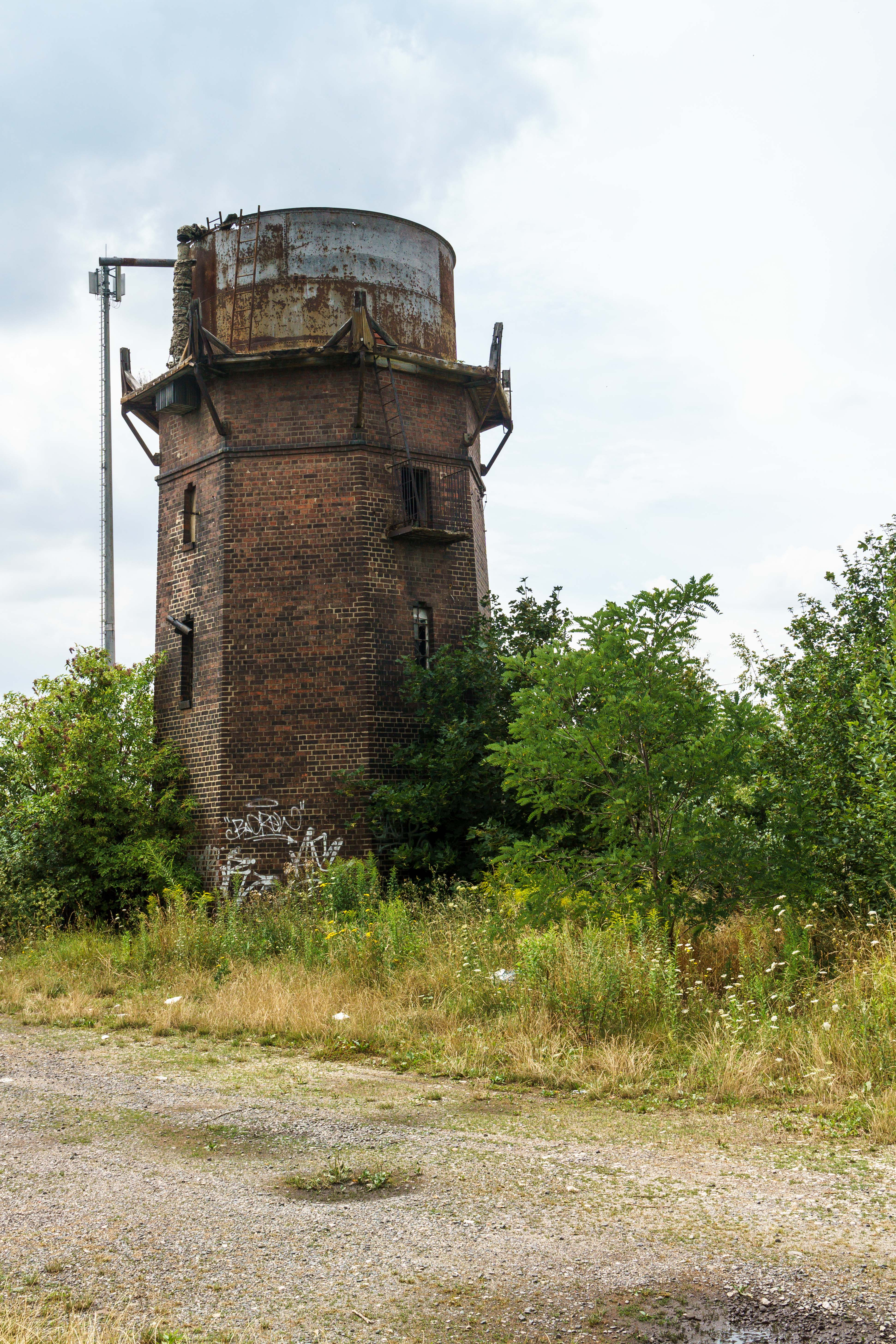
Gammalt vattentorn vid stationsområdet

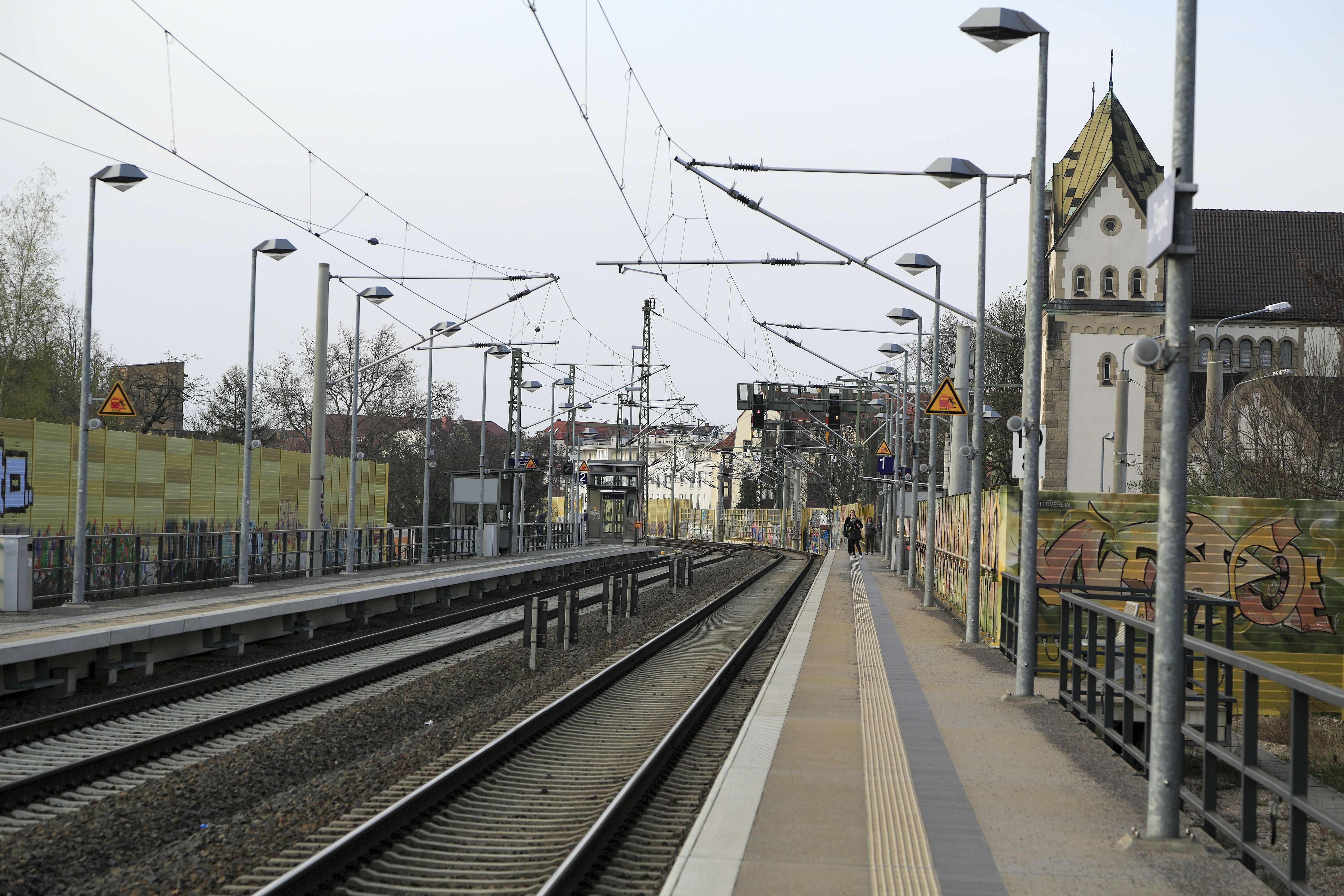
Leipzig-Plagwitz 2014

Leipzig-Plagwitz är en järnvägsstation i Leipzig. Stationen öppnades för trafik 20 oktober 1873. Stationen ligger på järnvägarna Leipzig–Probstzella, Leipzig-Plagwitz–Markkleeberg-Gaschwitz och Leipzig-Plagwitz–Leipzig Miltitzer Allee. Sedan 2013 är stationen del av S-Bahn Mitteldeutschland och trafikeras av linje S1. 